# Rubén Iván Martínez
Rubén Iván Martínez, född 22 juni 1984 i La Coruña, Spanien, mer känd som bara Rubén, är en spansk fotbollsspelare som spelar som målvakt. Rubén spelar för CA Osasuna. Han har tidigare spelat för bland annat FC Barcelona B, FC Cartagena, Málaga CF, Rayo Vallecano, UD Almería och Levante UD.

## Fotnoter
1. ↑  transfermarkt.com, transfermarkt.com spelar-ID: 8184, läst: 9 oktober 2017.[källa från Wikidata]
2. ↑  BDFutbol.[källa från Wikidata]
3. ↑  BDFutbol, BDFutbol spelar-ID: 2425, läst: 25 april 2022.[källa från Wikidata]